# St. Paul Saints
Die St. Paul Saints waren ein US-amerikanisches Eishockeyfranchise der International Hockey League aus Saint Paul, Minnesota. Die Spielstätte der Mercurys war die St. Paul Auditorium.

## Geschichte
Die St. Paul Saints wurden im Jahr 1959 gegründet und gehörten der International Hockey League an. Bereits im ersten Jahr konnte der Verein den Turner Cup, die Meisterschaft der IHL, gewinnen. In der folgenden Saison 1960/61 gelang es den Saints, den Titel zu verteidigen. Während die Mannschaft 1961/62 noch einmal das Finale erreichen konnte und somit drei Mal hintereinander im Play-off-Finale stand, konnte sich der Klub in seinem letzten Spieljahr nicht mehr für die Endrunde qualifizieren.
Zum Ende der Saison 1962/63 wurde der Verein aufgelöst. Einer der Rivalen der St. Paul Saints waren die ebenfalls zwischen 1959 und 1963 in der IHL spielenden Minneapolis Millers.

## Saisonstatistik
Abkürzungen: GP = Spiele, W = Siege, L = Niederlagen, T = Unentschieden, OTL = Niederlagen nach Overtime SOL = Niederlagen nach Shootout, Pts = Punkte, GF = Erzielte Tore, GA = Gegentore, PIM = Strafminuten
| Saison  | GP | W  | L  | T | OTL | SOL | Pts | GF  | GA  | Platz    | Playoffs               |
| 1959–60 | 68 | 41 | 21 | 6 | —   | —   | 88  | 261 | 188 | 1., West | Sieger des Turner Cups |
| 1960–61 | 72 | 46 | 22 | 4 | —   | —   | 96  | 309 | 233 | 2., West | Sieger des Turner Cups |
| 1961–62 | 68 | 42 | 25 | 1 | —   | —   | 85  | 291 | 209 | 2., IHL  | Niederlage im Finale   |
| 1962–63 | 70 | 23 | 44 | 3 | —   | —   | 49  | 241 | 328 | 6., IHL  |                        |

## Bekannte Spieler
- Clint Smith